# 2010年の鉄道
2010年の鉄道（2010ねんのてつどう）とは、2010年（平成22年）に起こった鉄道関係の出来事をまとめたページである。
2009年の鉄道 - 2010年の鉄道 - 2011年の鉄道

## 出来事の一覧

### 1月
- 1月21日
  - 韓国鉄道公社
    - （新駅開業） 堂井駅（京釜電鉄線〈京釜線〉 軍浦駅 - 義王駅間）
- 1月23日
  - 高尾登山電鉄
    - （PASMO導入） ケーブルカー 清滝駅 - 高尾山駅

  - 流鉄
    - （ワンマン運転開始） 流山線 馬橋駅 - 流山駅（終日）

### 2月
- 2月18日
  - ソウルメトロ
    - （延伸開業） 3号線 水西駅 - 梧琴駅
    - （新駅開業） 可楽市場駅、警察病院駅、梧琴駅（3号線）
- 2月24日
  - 上海地鉄第二運営
    - （延伸開業） 2号線 張江高科駅 - 広蘭路駅
    - （新駅開業） 金科路駅、広蘭路駅（2号線）
    - （地下化） 張江高科駅（2号線）
- 2月26日
  - 韓国鉄道公社
    - （新駅開業） 西東灘駅（京釜電鉄線支線〈餅店基地線〉）

### 3月
- 3月13日
  - 東日本旅客鉄道
    - （接続駅開業） 武蔵小杉駅（東海道本線〈品鶴線〉 西大井駅 - 新川崎駅間）
    - 「Suica」と「TOICA」の電子マネー相互利用開始。

  - 東海旅客鉄道
    - （TOICA導入） 飯田線 豊橋駅 - 豊川駅
    - （TOICA導入） 御殿場線 御殿場駅 - 沼津駅
    - （TOICA導入） 太多線 多治見駅 - 美濃太田駅
    - （TOICA導入） 高山本線 岐阜駅 - 美濃太田駅
    - （TOICA導入） 身延線 富士駅 - 西富士宮駅
    - 「TOICA」と「Suica」「ICOCA」の電子マネー相互利用開始。

  - 西日本旅客鉄道
    - （高架化） 桜井線 奈良駅
    - （路線愛称使用開始） 万葉まほろば線（桜井線 奈良駅 - 高田駅）
    - 「ICOCA」と「TOICA」の電子マネー相互利用開始。

  - 四国旅客鉄道
    - （ワンマン運転開始） 予讃線 高松駅 - 多度津駅
    - 牟岐線 桑野駅以南のホーム嵩上げ工事完成。

  - 九州旅客鉄道
    - （新駅開業） 新宮中央駅（鹿児島本線 ししぶ駅 - 福工大前駅間）
    - （新駅開業） 神村学園前駅（鹿児島本線 串木野駅 - 市来駅間）
    - （SUGOCA導入） 唐津線 唐津駅 - 西唐津駅
    - （SUGOCA導入） 筑肥線 姪浜駅 - 唐津駅
    - 「SUGOCA」と「nimoca」「はやかけん」「Suica」の相互利用開始。

  - 西日本鉄道
    - 「nimoca」と「SUGOCA」「はやかけん」「Suica」の相互利用開始。

  - 福岡市交通局
    - 「はやかけん」と「SUGOCA」「nimoca」「Suica」の相互利用開始。
- 3月14日
  - 阪急電鉄
    - （新駅開業） 摂津市駅（京都本線 正雀駅 - 南茨木駅間）
- 3月16日
  - 上海地鉄第二運営
    - （延伸開業） 2号線 徐涇東駅 - 淞虹路駅
    - （新駅開業） 徐涇東駅、虹橋2号航站楼駅（2号線）
- 3月25日
  - 福井鉄道
    - （新駅開業） スポーツ公園駅（福武線 北府駅 - 家久駅間）
    - （駅名改称） 越前武生駅←武生新駅、北府駅←西武生駅、サンドーム西駅←上鯖江駅、赤十字前駅←福井新駅、仁愛女子高校駅←裁判所前駅（福武線）

  - 日本貨物鉄道
    - （路線廃止） 信越本線（貨物支線） 上沼垂信号場 - 沼垂駅 (1.8km)
    - （駅廃止） 沼垂駅（信越本線〈貨物支線〉）
- 3月27日
  - 西日本鉄道
    - （新駅開業） 紫駅（天神大牟田線 西鉄二日市駅 - 朝倉街道駅間）
- 3月29日
  - 上海地鉄第二運営
    - （路線開業） 11号線支線 嘉定新城駅 - 安亭駅
    - （新駅開業） 嘉定新城駅、上海賽車場駅、上海汽車城駅、安亭駅（11号線支線）
- 3月30日
  - 筑波観光鉄道
    - （PASMO導入） 筑波山鋼索鉄道線 宮脇駅（利用制限あり）
- 3月31日
  - （会社清算） 秋田新幹線車両保有

### 4月
- 4月1日
  - 日本貨物鉄道
    - （第二種鉄道事業廃止） 愛知環状鉄道線 岡崎駅 - 北岡崎駅 (5.3km)
- 4月3日
  - DMRC
    - （新線開業）デリー・メトログリーンライン(18.46km)
- 4月7日
  - 上海地鉄第一運営
    - （延伸開業） 9号線 世紀大道駅 - 楊高中路駅
    - （新駅開業） 楊高中路駅（9号線）
- 4月8日
  - 上海地鉄第二運営
    - （延伸開業） 2号線 広蘭路駅 - 浦東国際空港駅
    - （新駅開業） 唐鎮駅、創新中路駅、華夏東路駅、川沙駅、凌空路駅、遠東大道駅、海天三路駅、浦東国際空港駅（2号線）
- 4月10日
  - 上海地鉄第一運営
    - （新線開業） 10号線 龍渓路駅 - 新江湾城駅
    - （新線開業） 10号線支線 龍渓路駅 - 航中路駅
    - （新駅開業） 龍渓路駅、水城路駅、伊犁路駅、宋園路駅、虹橋路駅、交通大学駅、上海図書館駅、陝西南路駅、新天地駅、老西門駅、豫園駅、南京東路駅、天潼路駅、四川北路駅、海倫路駅、郵電新村駅、四平路駅、同済大学駅、国権路駅、五角場駅、江湾体育場駅、三門路駅、殷高東路駅、新江湾城駅（10号線）
    - （新駅開業） 龍渓路駅、龍柏新村駅、紫藤路駅、航中路駅（10号線支線）
- 4月11日
  - 東京モノレール
    - （路線移設） 東京モノレール羽田線 天空橋駅 - 新整備場駅
- 4月20日
  - 上海地鉄第二運営
    - （路線仮開業） 13号線 馬当路駅 - 世博大道駅
    - （新駅仮開業） 馬当路駅、盧浦大橋駅、世博大道駅
    - （新駅開業） 後灘駅（7号線 船廠路駅 - 長清路駅間）

### 5月
- 5月16日
  - 京浜急行電鉄
    - （高架化） 京急本線 平和島駅 - 六郷土手駅（上り線）
    - （高架化） 京急空港線 京急蒲田駅 - 大鳥居駅（上り線）
- 5月28日
  - 南京地下鉄道有限責任公司
    - （路線開業） 1号線支線（1号線南延線） 安徳門駅 - 中国薬科大学駅 (24.5km)
    - （新駅開業） 天隆寺駅、軟件大道駅、花神廟駅、双竜大道駅、河定橋駅、勝太路駅、百家湖駅、小竜湾駅、竹山路駅、天印大道駅、竜眠大道駅、南医大・江蘇経貿学院駅、南京交院駅、中国薬科大学駅（1号線支線(1号線南延線)）
    - （路線開業） 2号線 油坊橋駅 - 経天路駅 (37.8km)
    - （新駅開業） 油坊橋駅、雨潤大街駅、元通駅、奥体東駅、興隆大街駅、集慶門大街駅、雲錦路駅、莫愁湖駅、漢中門駅、上海路駅、新街口駅、大行宮駅、西安門駅、明故宮駅、苜蓿園駅、下馬坊駅、孝陵衛駅、鐘霊街駅、馬群駅、金馬路駅、仙鶴門駅、学則路駅、仙林中心駅、羊山公園駅、南大仙林校区駅、経天路駅（2号線）
- 5月30日
  - 近畿日本鉄道
    - （高架化）奈良線八戸ノ里駅 - 瓢箪山駅（下り線）

### 6月
- 6月1日
  - 西日本旅客鉄道
    - （改組） 敦賀地域鉄道部←小浜鉄道部、福井地域鉄道部 北陸本線近江塩津駅 - 南今庄駅、敦賀運転派出、敦賀施設管理室
- 6月9日
  - ブルーリボン賞にJR東日本E259系電車、ローレル賞に近鉄22600系が選ばれる
- 6月19日
  - 近畿日本鉄道
    - 南大阪線、吉野線の特急にAce 16600系がデビューする
- 6月21日
  - DMRC
    - （延伸開業）デリー・メトロイエローライン
- 6月25日
  - 寝台特急カシオペアの上野駅↔青森駅間の牽引電気機関車がEF510形に変更される。

### 7月
- 7月1日
  - 東日本旅客鉄道
    - 京葉線（新車導入）E233系

  - 中華人民共和国鉄道部
    - （路線開業） 滬寧都市間鉄道
    - （新駅開業） 仙林駅、宝華山駅、鎮江駅、丹徒駅、丹陽駅、常州駅、戚墅堰駅、恵山駅、無錫駅、無錫新区駅、蘇州新区駅、蘇州駅、蘇州園区駅、陽澄湖駅、崑山南駅、花橋駅、安亭北駅、南翔北駅、上海虹橋駅（滬寧都市間鉄道）

  - 上海地鉄第二運営
    - （新駅開業） 虹橋駅駅（2号線 徐涇東駅 - 虹橋2号航站楼駅間）

  - 深圳市地鉄
    - （路線譲渡）竜華線（4号線）（港鉄軌道交通(深圳)有限公司）に譲渡）

  - 港鉄軌道交通（深圳）有限公司
    - （路線譲受） 深圳地下鉄竜華線（4号線）（香港鉄路有限公司から譲受）
- 7月5日
  - 京成電鉄
    - （高架化） 金町線 京成高砂駅周辺

  - 名古屋市交通局
    - （新車導入） 桜通線6050形
- 7月17日
  - 京成電鉄
    - （新線開業） 成田空港線 印旛日本医大駅 - 成田空港駅 (19.1km)（うち空港第2ビル駅 - 成田空港駅間 (1.0km) は本線と重複）
    - （第二種鉄道事業開業・駅ナンバリング導入） 成田空港線 京成高砂駅 - 成田空港駅 (51.4km)
    - （新駅開業） 成田湯川駅（成田空港線）
    - （信号場新設） 根古屋信号場（成田空港線）
    - （駅ナンバリング導入） 押上線 押上駅 - 青砥駅
    - （駅ナンバリング導入） 金町線 京成高砂駅 - 京成金町駅
    - （駅ナンバリング導入） 千葉線 京成津田沼駅 - 千葉中央駅
    - （駅ナンバリング導入） 千原線 千葉中央駅 - ちはら台駅
    - （駅ナンバリング導入） 東成田線 京成成田駅 - 東成田駅
    - （駅ナンバリング導入） 本線 京成上野駅 - 成田空港駅

  - 芝山鉄道
    - （駅ナンバリング導入） 芝山鉄道線 東成田駅 - 芝山千代田駅

  - 成田高速鉄道アクセス
    - （第三種鉄道開業） 京成成田空港線 印旛日本医大駅 - 成田空港高速鉄道接続点 (10.7km)

  - 成田空港高速鉄道
    - （第三種鉄道開業） 京成成田空港線　成田高速鉄道アクセス線接続点 - 空港第2ビル駅 (0.5km)

  - 北総鉄道
    - （駅ナンバリング導入） 北総線 京成高砂駅 - 印旛日本医大駅
- 7月28日
  - 武漢地鉄集団
    - （延伸開業） 1号線 堤角駅 - 黄浦路駅、宗関駅 - 東呉大道駅
    - （新駅開業） 堤角駅、新栄駅、丹水池駅、徐州新村駅、二七路駅、頭道街駅、漢西一路駅、古田四路駅、古田三路駅、古田二路駅、古田一路駅、舵落口駅、額頭湾駅、五環大道駅、東呉大道駅（1号線）

### 8月
- 8月12日
  - 西日本旅客鉄道
    - 新余部橋梁供用開始
- 8月23日
  - 会津鉄道
    - （臨時駅開業） 一ノ堰六地蔵尊駅（会津線 南若松駅 - 門田駅間）

  - タイ国有鉄道
    - （路線開業） エアポート・レール・リンク スワンナプーム駅 - パヤータイ駅(28.6km)
    - （新駅開業） スワンナプーム駅、ラートクラバン駅、バーンタップチャーン駅、フアマーク駅、ラームカムヘーン駅、マッカサン駅、ラーチャプラーロップ駅、パヤータイ駅

### 9月
- 9月22日
  - 広州市地下鉄道総公司
    - （路線再開業） 2号線 嘉禾望崗駅 - 広州南駅 (31.4km)
    - （延伸開業） 4号線 黄村駅 - 車陂南駅
    - （路線開業） 8号線 昌崗駅 - 万勝囲駅（2号線の暁港駅 - 万勝囲駅間を編入。）
    - （新駅開業） 嘉禾望崗駅、黄辺駅、江夏駅、蕭崗駅、白雲文化広場駅、白雲公園駅、飛翔公園駅（2号線）
    - （新駅開業） 黄村駅、車陂駅（4号線）
    - （新駅開業） 昌崗駅（8号線）
- 9月25日
  - 瀋陽地鉄有限公司
    - （路線開業） 1号線 十三号街駅 - 黎明広場駅 (27.8km)
    - （新駅開業） 十三号街駅 - 中央大街駅 - 七号街駅 - 四号街駅 - 張士駅 - 開発大道駅 - 于洪広場駅 - 迎賓路駅 - 重工街駅 - 啓工街駅 - 保工街駅 - 鉄西広場駅 - 雲峰北街駅 - 瀋陽站駅 - 太原街駅 - 南市場駅 - 青年大街駅 - 懐遠門駅 - 中街駅 - 東中街駅 - 滂江街駅 - 黎明広場駅
- 9月27日
  - 成都軌道交通
    - （新線開業） 成都地下鉄1号線　昇仙湖駅 - 世紀城駅
    - （新駅開業） 昇仙湖駅、火車北站駅、人民北路駅、文殊院駅、騾馬市駅、錦江賓館駅、華西壩駅、省体育館駅、倪家橋駅、桐梓林駅、火車南站駅、高新駅、金融城駅、孵化園駅、世紀城駅

### 10月
- 10月1日
  - 山陽電気鉄道
    - （第二種鉄道事業廃止） 神戸高速線 元町駅 - 西代駅・三宮駅（阪急） - 高速神戸駅

  - 阪急電鉄
    - （第二種鉄道事業廃止） 神戸高速線 新開地駅 - 西代駅
- 10月16日
  - 三陸鉄道
    - （新駅開業） 山口団地駅（北リアス線 宮古駅 - 一の渡駅間）
- 10月21日
  - 京浜急行電鉄
    - （新駅開業） 羽田空港国際線ターミナル駅（空港線 天空橋駅 - 羽田空港国内線ターミナル駅間）
    - （駅名改称） 羽田空港国内線ターミナル駅←羽田空港駅（空港線）
    - （駅ナンバリング導入） 空港線 京急蒲田駅 - 羽田空港国内線ターミナル駅
    - （駅ナンバリング導入） 久里浜線 堀ノ内駅 - 三崎口駅
    - （駅ナンバリング導入） 逗子線 金沢八景駅 - 新逗子駅
    - （駅ナンバリング導入） 大師線 京急川崎駅 - 小島新田駅
    - （駅ナンバリング導入） 本線 品川駅 - 浦賀駅

  - 東京モノレール
    - （新駅開業） 羽田空港国際線ビル駅（東京モノレール羽田空港線 天空橋駅 - 新整備場駅間）
    - （路線名改称） 東京モノレール羽田空港線 ← 東京モノレール羽田線
- 10月26日
  - 中華人民共和国鉄道部
    - （路線開業） 滬杭旅客専用線
    - （新駅開業） 松江南駅、金山北駅、嘉善南駅、嘉興南駅、桐郷駅、海寧西駅、余杭駅（滬杭旅客専用線）
- 10月30日
  - 広州市地下鉄道総公司
    - （延伸開業） 3号線 機場南駅 - 広州東駅 (29.3km)
    - （新駅開業） 機場南駅、人和駅、龍帰駅、嘉禾望崗駅、白雲大道北駅、永泰駅、同和駅、京渓南方医院駅、梅花園駅、燕塘駅（3号線）

### 11月
- 11月1日
  - 韓国鉄道公社
    - （延伸開業） 韓国高速鉄道京釜高速線 東大邱駅 - 釜山駅
    - （新駅開業） 金泉亀尾駅（韓国高速鉄道京釜高速線 大田駅 - 東大邱駅間）
    - （新駅開業） 新慶州駅、蔚山駅（韓国高速鉄道京釜高速線 東大邱駅 - 釜山駅間）
    - （駅名改称） 太和江駅←蔚山駅（東海南部線・蔚山港線・長生浦線）

  - 上海地鉄第二運営
    - （路線休止） 13号線 馬当路駅 - 世博大道駅
    - （駅休止） 馬当路駅、盧浦大橋駅、世博大道駅（13号線）
- 11月3日
  - 台北大衆捷運股份
    - （新線開業） 新荘線 大橋頭駅 - 忠孝新生駅
    - （新線開業） 蘆洲支線 蘆洲駅 - 大橋頭駅
    - （新駅開業） 大橋頭駅、民権西路駅、中山国小駅、行天宮駅、松江南京駅、忠孝新生駅（新荘線）
    - （新駅開業） 蘆洲駅、三民高中駅、徐匯中学駅、三和国中駅、大橋頭駅（蘆洲支線）

  - 広仏軌道交通・広州地鉄運営事業総部車務一部
    - （新線開業） 1号線 魁奇路駅 - 西朗駅 (32.2km)
    - （新駅開業） 魁奇路駅、季華園駅、同済路駅、祖廟駅、普君北路駅、朝安駅、桂城駅、南桂路駅、雷崗駅、千灯湖駅、金融高新区駅、龍渓駅、菊樹駅、西朗駅（1号線）

  - 広州地鉄運営事業総部車務二部
    - （新線開業） 珠江新城新交通システム線 林和西駅 - 赤崗塔駅 (3.94km)
    - （新駅開業） 林和西駅、体育中心南駅、天河南駅、黄埔大道駅、婦児中心駅、花城大道駅、歌劇院駅、海心沙駅、赤崗塔駅（珠江新城新交通システム線）
- 11月30日
  - 上海地鉄第一運営有限公司
    - （延伸開業） 10号線 竜渓路駅 - 虹橋駅駅
    - （新駅開業） 上海動物園駅、虹橋1号航站楼駅、虹橋2号航站楼駅、虹橋駅駅（10号線）

### 12月
- 12月4日
  - 東日本旅客鉄道
    - （延伸開業） 東北新幹線 八戸駅 - 新青森駅 (81.8km)
    - （新駅開業） 七戸十和田駅（東北新幹線）
    - （路線廃止） 東北本線 八戸駅 - 青森駅 (96.0km)（青い森鉄道・青森県に転換）
    - （駅廃止） 陸奥市川駅、下田駅、向山駅、三沢駅、小川原駅、上北町駅、乙供駅、千曳駅、狩場沢駅、清水川駅、小湊駅、西平内駅、浅虫温泉駅、野内駅、矢田前駅、小柳駅、東青森駅（東北本線）

  - 青い森鉄道
    - （延伸・第二種鉄道事業開業） 青い森鉄道線 八戸駅 - 青森駅 (96.0km)（東日本旅客鉄道から転換）
    - （駅開業） 陸奥市川駅、下田駅、向山駅、三沢駅、小川原駅、上北町駅、乙供駅、千曳駅、狩場沢駅、清水川駅、小湊駅、西平内駅、浅虫温泉駅、野内駅、矢田前駅、小柳駅、東青森駅、青森駅（青い森鉄道線）
    - （信号場新設） 青森信号場（青い森鉄道線）

  - 青森県
    - （延伸・第三種鉄道事業開業） 青い森鉄道線 八戸駅 - 青森駅 (96.0km)（東日本旅客鉄道から転換）
- 12月12日
  - カレリアントレインズ
    - ヘルシンキ - サンクトペテルブルク間の国際列車を運行開始。
- 12月19日
  - スペイン国鉄
    - （路線開業） AVE マドリード - バレンシア
- 12月28日
  - 深圳地鉄集団
    - （新線開業） 蛇口線（2号線） 赤湾駅 - 世界之窓駅
    - （新駅開業） 赤湾駅、蛇口港駅、海上世界駅、水湾駅、東角頭駅、湾廈駅、海月駅、登良駅、後海駅、科苑駅、紅樹湾駅、世界之窓駅（蛇口線）

  - 深圳市地鉄三号線投資
    - （新線開業） 竜崗線（3号線） 双竜駅 - 草埔駅
    - （新駅開業） 双竜駅、南聯駅、竜城広場駅、吉祥駅、愛聯駅、大運駅、荷坳駅、永湖駅、横崗駅、塘坑駅、六約駅、丹竹頭駅、大芬駅、木棉湾駅、布吉駅、草埔駅（竜崗線）
- 12月29日
  - KORAIL空港鉄道
    - （延伸開業） KORAIL空港鉄道 ソウル駅 - 金浦空港駅 (20.4km)
    - （新駅開業） ソウル駅、弘大入口駅、デジタルメディアシティ駅（KORAIL空港鉄道）
- 12月30日
  - 北京市地鉄運
    - （新線開業） 昌平線 南邵駅 - 西二旗駅 (21.24km)
    - （新線開業） 15号線 望京西駅 - 後沙峪駅 (20.2km)
    - （路線開業） 房山線 大葆台駅 - 蘇荘駅 (24.79km)
    - （新線開業） 亦荘線 宋家荘駅 - 次渠駅 (23.3km)
    - （新駅開業） 南邵駅、沙河高教園駅、沙河駅、鞏華城駅、朱辛荘駅、生命科学園駅、西二旗駅（昌平線）
    - （新駅開業） 望京西駅、望京駅、望京東駅、崔各荘駅、馬泉営駅、孫河駅、国展駅、花梨坎駅、後沙峪駅（15号線）
    - （新駅開業） 大葆台駅、稲田駅、長陽駅、籬笆房駅、広陽城駅、良郷大学城北駅、良郷大学城駅、良郷大学城西駅、良郷南関駅、蘇荘駅（房山線）
    - （新駅開業） 宋家荘駅、肖村駅、小紅門駅、旧宮駅、亦荘橋駅、亦荘文化園駅、万源街駅、栄京東街駅、栄昌東街駅、同済南路駅、経海路駅、次渠南駅、次渠駅（亦荘線）

  - 北京京港地鉄有限公司
    - （新線開業） 大興線 公益西橋駅 - 天宮院駅 (21.76km)
    - （新駅開業） 公益西橋駅、新宮駅、西紅門駅、高米店北駅、高米店南駅、棗園駅、清源路駅、黄村西大街駅、黄村駅、義和荘駅、生物医薬基地駅、天宮院駅（大興線）
- 12月30日
  - 上海地鉄第三運営
    - （延伸開業） 7号線 美蘭湖駅 - 上海大学駅 (9.9km)
    - （新駅開業） 美蘭湖駅、羅南新村駅、顧村公園駅（7号線）

## 主なダイヤ改正

### 1月
- 1月23日
  - 流鉄

### 3月
- 3月6日
  - 西武鉄道
  - 秩父鉄道
  - 東京地下鉄 
    - 副都心線の急行が土・休日ダイヤ時に明治神宮前駅に停車。
    - 有楽町線の準急廃止。

  - 東武鉄道
    - 東上本線
- 3月13日
  - 東日本旅客鉄道・東海旅客鉄道・西日本旅客鉄道・四国旅客鉄道・九州旅客鉄道
  - IGRいわて銀河鉄道
  - 青い森鉄道
  - 会津鉄道
  - 阿武隈急行
  - 伊豆急行
  - 上田電鉄
  - 小田急電鉄
  - 鹿島臨海鉄道
  - 関東鉄道
    - 常総線

  - 埼玉新都市交通
  - 三陸鉄道
  - しなの鉄道
  - 東京地下鉄
    - 千代田線

  - 東武鉄道
    - 伊勢崎線、宇都宮線、佐野線、日光線

  - 東京臨海高速鉄道
  - ひたちなか海浜鉄道
  - 富士急行
  - 北越急行
  - 真岡鐵道
  - 山形鉄道
  - 野岩鉄道
  - わたらせ渓谷鐵道
  - 愛知環状鉄道
  - 明知鉄道
  - 伊勢鉄道
  - 岳南鉄道（現・岳南電車）
  - 三岐鉄道
    - 三岐線

  - 東海交通事業
  - 長良川鉄道
  - 井原鉄道
  - 近江鉄道
  - 紀州鉄道
  - 北近畿タンゴ鉄道
  - 嵯峨野観光鉄道
  - 智頭急行
  - 錦川鉄道
  - のと鉄道
  - 広島高速交通
  - 若桜鉄道
  - 阿佐海岸鉄道
  - 土佐くろしお鉄道
  - 島原鉄道
  - 平成筑豊鉄道
- 3月14日
  - 大阪市交通局
    - 堺筋線

  - 阪急電鉄
    - 京都本線
- 3月19日
  - 京王電鉄
    - 京王線系統

  - 東京都交通局
    - 新宿線

  - 伊賀鉄道
  - 京都市交通局
  - 近畿日本鉄道
  - 京阪電気鉄道
    - 石山坂本線・京津線

  - 養老鉄道
- 3月20日
  - 叡山電鉄
  - 大阪市交通局
    - 南港ポートタウン線
- 3月25日
  - 東京急行電鉄
    - 大井町線、田園都市線

  - 福井鉄道
- 3月27日
  - 西日本鉄道
    - 天神大牟田線

  - 東京都交通局
    - 荒川線
- 3月28日
  - 大阪高速鉄道
- 3月29日
  - 東京都交通局
    - 大江戸線
- 3月31日
  - 神戸新交通
    - 六甲アイランド線

### 4月
- 4月1日
  - 函館市交通局
  - 江ノ島電鉄
  - 津軽鉄道
  - 横浜市交通局
  - スカイレールサービス
  - 北陸鉄道
    - 石川線

  - 伊予鉄道
  - 熊本市交通局
- 4月10日
  - 東京都交通局
    - 日暮里・舎人ライナー
- 4月11日
  - 東京モノレール

### 5月
- 5月16日
  - 京成電鉄
  - 京浜急行電鉄
  - 芝山鉄道
  - 東京都交通局
    - 浅草線

  - 北総鉄道

### 7月
- 7月5日
  - 京成電鉄
    - 金町線
- 7月17日
  - 京成電鉄
  - 京浜急行電鉄
  - 新京成電鉄
  - 東京都交通局
    - 浅草線

  - 北総鉄道
- 7月31日
  - 山万

### 8月
- 8月1日
  - しなの鉄道

### 9月
- 9月1日
  - 四国旅客鉄道 - ダイヤ改正。
    - 予讃線

  - ひたちなか海浜鉄道
- 9月6日
  - 大阪市交通局
    - 千日前線

### 10月
- 10月1日
  - 首都圏新都市鉄道
  - 紀州鉄道
- 10月12日
  - 西日本旅客鉄道
  - 熊本市交通局
- 10月16日
  - 三陸鉄道
    - 北リアス線
- 10月21日
  - 京浜急行電鉄
  - 東京モノレール
- 10月30日
  - 水間鉄道

### 11月
- 11月1日
  - 万葉線
  - 名古屋市交通局
  - 東山線
- 11月21日
  - 札幌市交通局
    - 札幌市電

### 12月
- 12月1日
  - 津軽鉄道
- 12月4日
  - 北海道旅客鉄道・東日本旅客鉄道
  - IGRいわて銀河鉄道
  - 青い森鉄道
  - 秋田内陸縦貫鉄道
  - 阿武隈急行
  - 伊豆急行
  - 上田電鉄
  - 埼玉新都市交通
  - 三陸鉄道
  - しなの鉄道
  - 仙台空港鉄道
  - 千葉都市モノレール
  - 銚子電気鉄道
  - 東京地下鉄
    - 東西線

  - 東京臨海高速鉄道
  - 東葉高速鉄道
  - 十和田観光電鉄
  - 富士急行
  - 山形鉄道
  - 由利高原鉄道
- 12月5日
  - 阪急電鉄
    - 今津線
- 12月18日
  - 高松琴平電気鉄道

## 災害・不通・事故・事件など

### 1月
- 1月15日
  - 東京地下鉄
    - （災害） 有楽町線 市ケ谷駅でパンタグラフから発煙。
- 1月17日
  - 東日本旅客鉄道
    - （災害・事故） 上越線 牛ヶ島トンネル（越後川口駅 - 小千谷駅間）で、普通列車が雪に乗り上げ脱線。
- 1月29日
  - 北海道旅客鉄道
    - （事故） 函館本線 深川6号線踏切（深川駅 - 妹背牛駅間）で、特急「スーパーカムイ24号」が踏切でスリップしたダンプカーと衝突（函館線深川踏切事故

  - 東海旅客鉄道
    - （事故） 東海道新幹線架線切断停電事故 - 品川駅 - 小田原駅間で架線が切れ火災が発生したため、最長で上り線が新大阪駅 - 東京駅間、下り線が東京駅 - 名古屋駅間で最大3時間以上に渡って運転を見合わせた[1][2]。
- 1月31日
  - 東京地下鉄
    - （災害） 丸ノ内線 後楽園駅で停車中の列車の床下機器から発煙。

### 2月
- 2月11日
  - 東日本旅客鉄道
    - （災害・不通） 大糸線 信濃大町駅 - 南小谷駅（架線凍結のため）
    - （災害・不通） 中央本線（旧線） 辰野駅 - 塩尻駅（架線凍結のため）

  - しなの鉄道
    - （災害・不通） しなの鉄道線 軽井沢駅 - 小諸駅（架線凍結のため）
- 2月13日
  - 東日本旅客鉄道
    - （運転再開） 大糸線 信濃大町駅 - 南小谷駅（前々日の架線凍結のため不通だった）
    - （運転再開） 中央本線（旧線） 辰野駅 - 塩尻駅（前々日の架線凍結のため不通だった）

  - しなの鉄道
    - （運転再開） しなの鉄道線 軽井沢駅 - 小諸駅（前々日の架線凍結のため不通だった）
- 2月14日
  - 西日本旅客鉄道
    - （事件） 関西本線（大和路線）走行中の団体臨時列車「あすか」に対する運行妨害事件発生（関西本線運行妨害事件）。

### 3月
- 3月3日
  - 西日本旅客鉄道
    - （事故） 山陽新幹線「のぞみ」56号（16両）の車底にある歯車箱（ギアケース、直径60センチ）が破損し、車内に煙が充満したトラブル[3]。
- 3月15日
  - 大阪市交通局
    - （インシデント・処分） 大阪市営地下鉄長堀鶴見緑地線の鶴見緑地駅で構内のポイントが切り替わらなくなるトラブル。同日11時過ぎまでの5時間以上に渡り全線で運転を見合わせ、上下132本が運休して約5万7千人に影響。脱線・衝突の恐れがあった[4]。同トラブルでは、少なくとも6つの法令違反があった件も発覚した[5]。同日18時頃に近畿運輸局より指導文書が手交された。
- 3月18日
  - 長崎電気軌道
    - （事故） 本線 正覚寺下停留場 - 思案橋停留場間を走行中の4号系統列車が、路上駐車していた軽自動車を避けるために軌道内に進入した長崎バスの路線バスと衝突（道路障害事故）。
- 3月19日
  - 東日本旅客鉄道
    - （処分） 秋田地方検察庁が2005年12月25日に発生したJR羽越本線脱線事故で業務上過失致死傷罪で書類送検されていた当時のJR東日本新潟支社の輸送課指令室長ら3人の不起訴処分を決定。
- 3月23日
  - 東日本旅客鉄道
    - （災害） 東京都豊島区の山手線目白駅付近で、パラボラアンテナのケーブルが垂れ下がり架線に接触して停電するトラブルがあり、同線の内・外回りや、並行する湘南新宿ラインの全線、埼京線の大崎駅 - 大宮駅間で運転を見合わせ、乗客約4,700人が最大1時間30分間車内に閉じ込められた。この事故では、ケーブルを留めている結束バンドが屋内用の物を使用されており、紫外線により経年劣化で切れたものとみて事故の原因を調査した[6]。
- 3月26日
  - 西日本旅客鉄道
    - （処分） 神戸第1検察審査会が2005年4月25日に発生したJR福知山線脱線事故について井手正敬（事故当時相談役）、南谷昌二郎（同会長）、垣内剛（同社長）の3名を2度目の起訴相当の議決、これにより3名を業務上過失致死傷罪での強制起訴が決定、4月23日強制起訴。
- 3月29日
  - 大阪市交通局
    - （処分） 谷町線 阿倍野駅 - 文の里駅間で電気ケーブル損傷による輸送障害を受け、近畿運輸局より警告。

### 4月
- 4月20日
  - 大阪市交通局
    - （災害） 千日前線 野田阪神駅で停車中の列車の床下機器から発煙。

### 5月
- 5月9日
  - 西日本旅客鉄道
    - （事件） 関西本線（大和路線）を走行中の臨時特急「まほろば」撮影のため、軌道内に三脚を立てるなど悪質なファンによる運行妨害事件発生（関西本線運行妨害事件）。
- 5月21日
  - 東京都交通局
    - （事故） 荒川線 尾久消防署前交差点（熊野前駅 - 宮ノ前停留場間）で、進行中の列車と右折のため軌道内に進入したトラックが衝突（道路障害事故）。
- 5月29日
  - 北海道旅客鉄道
    - （インシデント） 函館本線 稲積公園駅 - 手稲駅間で、普通列車のドアが一部開扉しているにもかかわらず走行を続けるインシデント発生。
- 5月31日
  - 北海道旅客鉄道
    - （処分） 前々日のインシデント受け、北海道運輸局より警告。

### 6月
- 6月3日
  - 西日本旅客鉄道
    - （処分） 前月9日に大和路線で発生した列車運行妨害事件で、奈良県警が神戸市営バスの男性運転手を書類送検。
- 6月9日
  - 東京地下鉄
    - （災害） 東西線 葛西駅付近で、走行中の列車（東葉高速鉄道2000系）の床下機器から発煙。
- 6月14日
  - 京王電鉄
    - （インシデント） 京王線 中河原駅で発生した普通列車が、種別誤認により同駅を通過。また、遮断が完了していない分倍河原3号踏切（中河原駅 - 分倍河原駅間）へ進入。
- 6月17日
  - 西日本鉄道
    - （インシデント） 天神大牟田線 西鉄渡瀬駅 - 西鉄銀水駅間で、工事のため線路閉鎖中の同区間を最終列車が通過。また同じく線路閉鎖中の塩塚駅構内を回送列車が通過。原因は司令員が同列車の通過を確認せずに線路閉鎖手続きを行ったため。
- 6月19日
  - 水島臨海鉄道
    - （事故） 港東線 東水島駅構内で、走行中の貨物列車のコンテナ車が一時脱線。

  - 林務局 阿里山森林鉄路
    - (運転再開) 阿里山線 神木駅 - 阿里山駅、祝山線 阿里山駅 - 祝山駅（八八水災による大規模土砂災害のため2009年8月8日から不通）[7]
- 6月20日
  - 三岐鉄道
    - （インシデント） 三岐鉄道三岐線富田駅構内で、転線中のディーゼル機関車（JR貨物DD51形・乗務員はJR貨物の機関士）が一時脱線。
- 6月21日
  - 水島臨海鉄道
    - （処分） 前々日の東水島駅構内での脱線事故を受け、中国運輸局より鉄道輸送の安全確保についての警告文書発出。
- 6月27日
  - 西日本旅客鉄道
    - （災害・不通） 芸備線 備後庄原駅 - 三次駅（前日の上り最終列車の運転士が、下和知駅 - 山ノ内駅間で路盤の土砂流失を発見したため。）
- 6月28日
  - 西日本旅客鉄道
    - （運転再開） 芸備線 備後庄原駅 - 三次駅（前々日発生の土砂流失のため不通だった。）
- 6月29日
  - 東京地下鉄
    - （災害） 東西線 茅場町駅で停車中の列車（東葉高速鉄道2000系）のパンタグラフから発煙。

  - 三岐鉄道
    - （インシデント） 三岐線富田駅構内で、同月20日に発生したインシデントと同種のインシデントが発生（JR貨物DD51形・乗務員はJR貨物の機関士）。

### 7月
- 7月13日
  - 西日本旅客鉄道
    - （災害・不通） 美祢線 厚狭駅 - 長門市駅（前日からの大雨により第3厚狭川橋梁〈湯ノ峠駅 - 厚保駅間〉が流失したほか、広い範囲で路盤流失などの被害を受け、翌年9月25日まで長期運休[8]。）
- 7月19日
  - インド鉄道
    - （事故） インド東部の西ベンガル州サインティアで、駅停車中の急行列車に別の急行列車が衝突し50人以上が死亡、約100人以上が負傷[9]。
- 7月21日
  - 西日本旅客鉄道
    - （事件・処分） 大阪支社天王寺車掌区所属の男性車掌が列車防護無線の予備ヒューズを複数回故意に抜き取っていたとして、偽計業務妨害罪と器物損壊罪で逮捕。同日近畿運輸局より警告。
- 7月22日
  - 西日本旅客鉄道
    - （事故・処分） 山陽新幹線 須磨トンネル（新神戸駅 - 西明石駅間）内で、同日未明に保守点検用車両同士が衝突し新大阪駅 - 姫路駅間で始発から8時間以上不通（山陽新幹線事業用車両追突事故）。同日近畿運輸局より警告文書発出。
- 7月23日
  - 氷河急行
    - （事故） マッターホルン・ゴッタルド鉄道区間内のヴァリス州フィーシュ付近（ラクス駅とフィーシュ・フェーリエンドルフ駅の間）で氷河急行列車が脱線し、乗客の日本人団体観光客の1人が死亡し、46人の乗客が負傷した[10]。
- 7月27日
  - 京王電鉄
    - （インシデント） 井の頭線 久我山駅で、臨時回送列車が停車しなければならない同駅を通過し、遮断が完了していない久我山1号踏切（久我山駅 - 三鷹台駅間）へ進入。
- 7月30日
  - 京王電鉄
    - （処分） 前月14日並びに同月27日の二件のインシデントを受け、関東運輸局鉄道部長より警告文書が発出。
- 7月31日
  - 東日本旅客鉄道
    - （災害・事故・不通） 岩泉線 茂市駅 - 岩泉駅（第1大渡トンネル〈押角駅 - 岩手大川駅間〉付近で、列車が崩落した土砂に乗り上げ脱線したため〈岩泉線列車脱線事故〉）。

### 8月
- 8月9日
  - 東海旅客鉄道
    - （災害） 東海道新幹線 岐阜羽島駅 - 米原駅間を走行中の「のぞみ155号」の14号車配電盤から発火、車内に煙が充満[11]。

### 9月
- 9月22日
  - 西日本旅客鉄道
    - （事故） 山陽本線 岡山駅で、車掌がホームと反対側のドアを開扉。乗客乗員に負傷者なし。

### 10月
- 10月8日
  - 福岡市交通局
    - （処分） 姪浜乗務事務所所属の運転士が、空港線 姪浜駅 - 赤坂駅間を運転中に漫画を読んでいた不祥事を受け、九州運輸局より警告。
- 10月21日
  - 長崎電気軌道
    - （インシデント） 大浦支線 大浦海岸通停留場 - 大浦天主堂下停留場間で、5号系統列車が通票式を施行中の区間に、他の列車の取り扱いが終了しないうちに進入。
- 10月22日
  - 長崎電気軌道
    - （処分） 前日のインシデントを受け、九州運輸局より警告。
- 10月29日
  - 西日本旅客鉄道
    - （インシデント） 芸備線 戸坂駅付近で走行中の普通列車の一部ドアが開扉。

### 11月
- 11月4日
  - 西日本旅客鉄道
    - （事件） 姫新線 久世駅構内で線路内に置石。

  - 日本貨物鉄道
    - （事故） 芸備線 広島車両所にて貨車が逸走し、踏切を超えて車止めに衝突。
- 11月20日
  - 大阪市交通局
    - （事故） 堺筋線 天下茶屋駅で、技量維持のため乗務していた運転士がホームと反対側のドアを開扉。

### 12月
- 12月9日
  - 西日本鉄道
    - （事故） 天神大牟田線 雑餉隈5号踏切（春日原駅 - 雑餉隈駅間）で、上り特急列車が踏切内に進入した軽自動車と衝突し、脱線。軽自動車の運転手は死亡。
- 12月17日
  - 西日本旅客鉄道
    - （事故） 山陽本線（JR神戸線） 舞子駅構内で、上り快速列車下車後酩酊状態のため誤って線路に転落した女性旅客が、同駅を出発した同列車に轢かれ死亡。同行していた女性旅客も負傷。

  - 弘南鉄道
    - （事故） 大鰐線 石川家岸踏切（石川プール前駅 - 石川駅間）で、下り普通列車が踏切内に進入した軽自動車と衝突し、脱線。軽自動車の運転手が警報機の鳴動に気付かず、また気付いた際にブレーキと誤ってアクセルを踏み込んだことが原因。

## 鉄道車両

### 運転開始・運転終了・さよなら運転

#### 1月
- 1月24日
  - 東日本旅客鉄道 
    - （さよなら運転） 209系（京浜東北線・根岸線 大宮駅 - 横浜駅 - 大船駅）

#### 2月
- 2月28日
  - 西日本旅客鉄道
    - （さよなら運転） 500系（東海道新幹線 東京駅 - 新大阪駅）

#### 3月
- 3月12日
  - 西日本旅客鉄道
    - （運転終了・さよなら運転） キハ52形（大糸線 南小谷駅 - 糸魚川駅）
- 3月13日
  - 東日本旅客鉄道
    - （運転開始） 183系・189系（臨時快速「ムーンライトえちご」）
    - （運転開始） 209系2000番台・2100番台 （東金線 大網駅 - 成東駅）
    - （運転終了） 14系（寝台特急「北陸」）
    - （運転終了） 485系（臨時快速「ムーンライトえちご」）

  - 西日本旅客鉄道
    - （運転終了） 489系（急行「能登」・「ホームライナー鴻巣3号」・「ホームライナー古河3号」）
- 3月15日
  - 東日本旅客鉄道
    - （運転開始） 485系（「ホームライナー鴻巣3号」・「ホームライナー古河3号」）
- 3月19日
  - 東日本旅客鉄道
    - （運転開始） 485系（臨時急行「能登」）

#### 4月
- 4月11日
  - 東日本旅客鉄道
    - （さよなら運転） 201系（中央本線(中央東線)・富士急行線 三鷹駅 - 大月駅 - 河口湖駅）
- 4月17日
  - 東日本旅客鉄道
    - （さよなら運転） 201系（中央線快速・青梅線・五日市線 三鷹駅 - 立川駅 - 拝島駅 - 武蔵五日市駅）
- 4月18日
  - 東日本旅客鉄道
    - （さよなら運転） 400系（東北新幹線・山形新幹線 東京駅 - 福島駅 - 新庄駅）[12]
- 4月25日
  - 東日本旅客鉄道
    - （さよなら運転） 201系（中央線快速・青梅線 三鷹駅 - 立川駅 - 奥多摩駅）

#### 5月
- 5月7日
  - 東京地下鉄
    - （運転開始） 15000系（東西線・東葉高速鉄道東葉高速線 中野駅 - 西船橋駅 - 東葉勝田台駅）
- 5月8日
  - 東日本旅客鉄道
    - （さよなら運転） 201系（中央本線(中央東線) 三鷹駅 → 笹子駅 → 大月駅 → 三鷹駅）
- 5月16日
  - 東日本旅客鉄道
    - （さよなら運転） 201系（中央線快速・青梅線・八高線 三鷹駅 → 立川駅 → 拝島駅 → 高麗川駅 → 拝島駅 → 河辺駅 → 立川駅 → 三鷹駅）

#### 6月
- 6月13日
  - 東日本旅客鉄道
    - （さよなら運転） 201系（中央本線(中央東線)・富士急行線 三鷹駅 - 大月駅 - 河口湖駅）
- 6月20日
  - 東日本旅客鉄道
    - （さよなら運転） 201系（中央本線(中央東線) 豊田駅 → 松本駅）
- 6月27日
  - 京浜急行電鉄
    - （ありがとう運転） 旧1000形（本線・久里浜線 金沢文庫駅 → 堀ノ内駅 → 三浦海岸駅 → 京急久里浜駅）
- 6月28日
  - 京浜急行電鉄
    - （運転終了） 旧1000形（大師線 京急川崎駅 - 小島新田駅）
- 6月30日
  - 東日本旅客鉄道
    - （運転終了） 253系（特急「成田エクスプレス」）

#### 7月
- 7月1日
  - 東日本旅客鉄道
    - （運転開始） E233系5000番台（京葉線・外房線 東京駅 - 蘇我駅 - 上総一ノ宮駅）
- 7月16日
  - 京浜急行電鉄
    - （運転終了） 600形・新1000形（京成本線 京成高砂駅 - 京成佐倉駅）

  - 新京成電鉄
    - （運転終了） 800形（新京成線 松戸駅 - 京成津田沼駅）
- 7月17日
  - 東日本旅客鉄道
    - （さよなら運転） 253系（横須賀線・総武本線・成田線 大船駅 - 東京駅 - 佐倉駅 - 成田駅 - 成田空港駅）

  - 京成電鉄
    - （運転開始） 3050形（押上線・本線・ 成田空港線 押上駅・京成上野駅 - 青砥駅 - 京成高砂駅 - 成田空港駅/都営地下鉄浅草線 西馬込駅 - 押上駅/京急本線・空港線 泉岳寺駅 - 京急蒲田駅 - 羽田空港駅）

  - 京浜急行電鉄
    - （運転開始） 600形・新1000形（京成成田空港線 印旛日本医大駅 - 成田空港駅）
- 7月24日
  - 新京成電鉄
    - （さよなら運転） 800形（新京成線 くぬぎ山駅 → 京成津田沼駅 → 八柱駅 → くぬぎ山駅）
- 7月25日
  - 東日本旅客鉄道
    - （さよなら運転） 201系（中央本線(中央東線) 三鷹駅 → 甲府駅 → 大月駅 → 豊田駅）

  - 新京成電鉄
    - （さよなら運転） 800形（新京成線 くぬぎ山駅 → 京成津田沼駅 → 八柱駅 → くぬぎ山駅）

#### 8月
- 8月29日
  - 流鉄
    - （さよなら運転） 3000系「流星」（流山線 馬橋駅 - 流山駅）[13]

#### 9月
- 9月26日
  - 東日本旅客鉄道
    - （さよなら運転） 201系（中央本線(中央東線) 三鷹駅 → 甲府駅 → 大月駅 → 豊田駅）
- 9月27日
  - 東京地下鉄
    - （運転開始） 15000系（中央・総武緩行線） 三鷹駅 - 中野駅・西船橋駅 - 津田沼駅

#### 10月
- 10月2日
  - 東日本旅客鉄道
    - （運転開始） HB-E300系（臨時快速「リゾートビューふるさと」）
- 10月17日
  - 東日本旅客鉄道
    - （さよなら運転） 201系（中央本線〈中央東線〉 豊田駅 → 松本駅）
- 10月20日
  - 京浜急行電鉄
    - （運転終了） 800形（空港線 京急蒲田駅 - 羽田空港駅）
- 10月21日
  - 西日本旅客鉄道
    - （運転開始） 321系（福知山線（JR宝塚線） 新三田駅 - 篠山口駅）

#### 11月
- 11月4日
  - 東京地下鉄
    - （運転開始） 16000系（千代田線 綾瀬駅 - 代々木上原駅）
- 11月6日
  - 西日本旅客鉄道
    - （運転終了）キハ181系（特急「はまかぜ」）
- 11月7日
  - 西日本旅客鉄道
    - （運転開始） キハ189系（特急「はまかぜ」）
- 11月24日
  - 東京地下鉄
    - （運転開始） 16000系（常磐緩行線 綾瀬駅 - 取手駅/小田急小田原線・多摩線 代々木上原駅 - 新百合ヶ丘駅 - 唐木田駅）
- 11月28日
  - 東日本旅客鉄道
    - （運転終了） キハ40系「青池」編成（臨時快速「リゾートしらかみ」）
- 12月23日
  - 西日本旅客鉄道
    - （運転終了） キハ181系（臨時特急「かにカニはまかぜ」）

#### 12月
- 12月1日
  - 西日本旅客鉄道
    - （運転開始） 225系0番台（北陸本線・東海道本線・山陽本線・赤穂線（琵琶湖線・JR京都線・JR神戸線） 敦賀駅 - 長浜駅 - 京都駅 - 大阪駅 - 姫路駅 - 相生駅 - 播州赤穂駅/湖西線 山科駅 - 近江塩津駅）
    - （運転開始） 225系5000番台（大阪環状線・阪和線・関西空港線 天王寺駅 - 大阪駅 - 天王寺駅 - 日根野駅 - 和歌山駅・関西空港駅/紀勢本線(きのくに線) 和歌山駅 - 紀伊田辺駅）
- 12月4日
  - 北海道旅客鉄道
    - （運転開始） 785系300番台（特急「スーパー白鳥」）

  - 東日本旅客鉄道
    - （運転開始） 209系2000番台・2100番台（鹿島線 香取駅 - 鹿島神宮駅）
    - （運転開始） HB-E300系（臨時快速「リゾートあすなろ下北」「リゾートあすなろ津軽」）
    - （運転開始） HB-E300系「青池」編成（臨時快速「リゾートしらかみ」）

### 新系列・新形式
- 北海道旅客鉄道
  - 735系電車
- 東日本旅客鉄道
  - HB-E300系気動車
- 東海旅客鉄道
  - キハ25形気動車
- 西日本旅客鉄道
  - 287系電車
  - 225系電車
  - キハ189系気動車
- 日本貨物鉄道
  - HD300形ハイブリッド機関車
  - タキ1200形貨車
- 東京地下鉄
  - 15000系電車
  - 16000系電車
- 近畿日本鉄道
  - 16600系電車
- 中華人民共和国鉄道部
  - CRH380A
- 韓国鉄道公社
  - KTX-山川（110000系）
  - 361000系電車
- 名古屋市営地下鉄
  - 6050形電車

### 譲渡形式
- 東日本旅客鉄道 ← 秋田新幹線車両保有
  - E3系電車（R1 - R16編成。R17編成以降はJR東日本所有）
- 秩父鉄道 ← 東京急行電鉄
  - 7500系
- 大井川鐵道 ← 西武鉄道
  - E31形電気機関車[注 1]

### 消滅形式
- 東日本旅客鉄道・山形ジェイアール直行特急保有
  - 新幹線400系電車（老朽化による引退）
- 東日本旅客鉄道
  - 207系電車（900番台）（老朽化による引退）
- 京浜急行電鉄
  - 1000形電車（初代）（老朽化による引退）
- 新京成電鉄
  - 800形電車（老朽化による引退）
- 西日本鉄道
  - 2000形電車　(老朽化による引退)

### 受賞
- ブルーリボン賞 - 東日本旅客鉄道 E259系電車
- ローレル賞 - 近畿日本鉄道 22600系電車

### 索道
- 3月30日
  - 筑波観光鉄道
    - （PASMO導入） 筑波山ロープウェイ つつじヶ丘駅（利用制限あり）

## その他

### 3月
- 3月10日
  - 阪急電鉄
    - （開業100年）
- 3月22日
  - 東日本旅客鉄道・秋田新幹線車両保有
    - 秋田新幹線用E3系R1 - R16編成をJR東日本に有償譲渡。

  - 鉄道建設・運輸施設整備支援機構・九州旅客鉄道
    - 九州新幹線レール締結式 - 九州新幹線のレール連結が執り行われる[15]。
- 4月15日
  - 京阪電気鉄道
    - （開業100年）
- 4月30日
  - 長崎電気軌道
    - 本社内の路面電車資料室を移転し、長崎西洋館内に路面電車資料館を開館。

### 9月
- 9月16日
  - 近畿日本鉄道
    - （創立100年）

### 11月
- 11月23日
  - 北海道旅客鉄道
    - （開業100年） 留萌本線

  - 東京都交通局
    - （運営開始50年） 都営地下鉄
    - （開業50年） 浅草線